# Mihálygerge
Mihálygerge is een plaats (község) en gemeente in het Hongaarse comitaat Nógrád. Mihálygerge telt 681 inwoners (2001).